# Centre éducatif fermé
Pour les articles homonymes, voir CEF.
Un centre éducatif fermé (CEF) est, en France, une structure alternative à l'incarcération, créée en 2002 par la loi Perben I du 9 septembre 2002.
Huit à douze mineurs multirécidivistes ou multiréitérants peuvent y être placés par un magistrat compétent, à la suite d'actes délictueux ou criminels.
Les CEF complètent la palette des solutions de placement de la protection judiciaire de la jeunesse (PJJ) avec les établissements de placement éducatifs et les établissements de placement éducatifs et d'insertion. Ce sont des établissements publics (relevant directement de la PJJ) ou des établissements du secteur associatif habilité (homologués et financés par la PJJ).
Établissements sociaux, les CEF sont soumis aux obligations de la loi 2002-2 de rénovation de l'action sociale et médico-sociale.
Le nombre de CEF s'élevait à 51 en 2013. En 2007, il s'élevait à 25 structures, qui accueillaient au total 190 jeunes,. 20 autres CEF étaient en projet en 2018.

## Fonctionnement
Le placement est imposé pour une période de 6 mois (renouvelable une fois),, dans le cadre d'un Contrôle Judiciaire, d'un Sursis avec Mise à l’Épreuve ou encore d'une Libération Conditionnelle. Le CEF n'est pas un lieu de détention mais un lieu de résidence. Le caractère fermé est institué par l'obligation faite au jeune d'y résider, de rester sous la surveillance permanente des adultes et de respecter les conditions du placement, au titre d'un contrôle judiciaire (présentenciel) ou d'un sursis probatoire (après jugement).
Le non-respect des conditions du placement (règlement de fonctionnement du centre) ou un nouvel acte délictueux (violence, stupéfiant) sont susceptibles d'entraîner une mise en détention du jeune.
Le CEF compte environ 27 professionnels selon l'organisation propre de chaque structure:
- équipe de direction, 1 directeur, 2 chefs de service
- équipe soin, médecin psychiatre, psychologue, infirmier
- équipe éducative, éducateurs spécialisés, moniteurs éducateurs, éducateurs sportifs, techniques, enseignant détaché de l’Éducation Nationale
- équipe de services généraux, maîtresses de maison, cuisinier, personnel d'entretien, veilleurs de nuit.

## Principes
Le placement consiste à contenir les jeunes dans un cadre strict, tout en cherchant à construire avec eux un projet d'insertion. Le programme de prise en charge est intensif : sont imposées des activités physiques, techniques et culturelles, ainsi que des temps de scolarité et/ou de formation. Les soins somatiques et psychologiques sont partie intégrante de la prise en charge, entre autres pour aborder les problématiques toxicologiques, le rapport à l'acte délictueux, la dynamique familiale...
En CEF les règles de vie et de fonctionnement sont nombreuses et la journée est très ritualisée. On réaffirme ainsi certains repères éducatifs : alimentation régulière et équilibrée, hygiène quotidienne, vie sociale, politesse et langage. Le séjour se déroule en 3 phases de 2 mois, la première sans sorties, la deuxième avec des sorties sous contrôle des personnels éducatifs et la troisième autorise des courtes sorties avec les parents ou sur des lieux de stage durant la journée.

## Le travail éducatif
L'équipe éducative d'un CEF compte 12 à 14 personnels : éducateurs spécialisés, moniteurs éducateurs, éducateurs sportifs, éducateurs techniques et un.e psychologue à temps partiel. Les activités que chacun conduit auprès des jeunes tendent à les confronter à l'effort, à l'apprentissage, à la ponctualité, au respect des règles, au rapport à ses pairs et aux adultes.
Il s'agit pour le travailleur social de rappeler inlassablement les règles, de tenir ses décisions sans négociation, et d'apprendre au jeune à gérer ses frustrations.
Au fil de la prise en charge, les éducateurs du CEF - en étroite collaboration avec les services de milieu ouvert chargés du suivi du jeune, doivent accompagner le jeune dans la construction d'un projet d'insertion. Les rapports transmis au magistrat placeur doivent faire état de ce travail pour définir la suite donnée au placement : retour au domicile familial, autre placement éducatif moins contraignant, prolongation ou renouvellement du placement en CEF.

## Critiques
En décembre 2010, Jean-Marie Delarue, contrôleur général des lieux de privation de liberté, émet plusieurs critiques à l'égard de certains centres éducatifs fermés, notamment : des éducateurs insuffisamment formés à l'encadrement des mineurs, un « recours abusif, voire usuel, aux moyens de contrainte physique » ainsi que de « grandes variations » entre CEF concernant les soins médicaux et l'assistance psychologique des jeunes,. En novembre 2013, Jean-Marie Delarue pointe à nouveau les disparités entre établissements et des « atteintes aux droits fondamentaux » dans plusieurs d'entre eux ; il fait usage d'une procédure d'urgence pour les CEF de Pionsat (Puy-de-Dôme) et Hendaye (Pyrénées-Atlantiques),,.